# بينيديكت أرنولد
بيندكت أرنولد (بالإنجليزية: Benedict Arnold) (14 يناير 1741 [بالتاريخ القديم 3 يناير 1740] – 14 يونيو 1801) هو عسكري أمريكي وكان جنرالا خلال حرب الاستقلال الأمريكية وقاتل مع الجيش القاري الأمريكي، وانشق لاحقا إلى الجيش البريطاني. تولى أرنولد قيادة التحصينات في حصن ويست بوينت في نيويورك (الذي أصبح بعد عام 1802 موقع الأكاديمية العسكرية الأمريكية) الذي يطل على المنحدرات في نهر هدسون (أعلى النهر من مدينة نيويورك التي تحتلها بريطانيا)، واعتزم تسليمه للقوات البريطانية. انكشفت هذه الخطة في سبتمبر 1780. تم تعيينه في الجيش البريطاني برتبة عميد.
ولد أرنولد في مستعمرة كونيتيكت وكان تاجرا يعمل على السفن في المحيط الأطلسي في زمن اندلاع الحرب عام 1775. وانضم إلى الجيش المتنامي خارج بوسطن وأظهر نفسه بذكائه وشجاعته. وشملت أعماله الاستيلاء على حصن تيكونديروجا في 1775، والتكتيكات الدفاعية في معركة جزيرة فالكور على بحيرة شامبلين في عام 1776 (ما منح القوات الأمريكية الوقت لإعداد الدفاعات في نيويورك)، معركة ريدجفيلد في كونيتيكت (ترقى بعد ذلك إلى رتبة لواء)، وقيادة عمليات الإغاثة من حصار فورت ستانويكس، وكذلك دوره المهم خلال معارك ساراتوجا المحورية في عام 1777، وأصيب في ساقه ما أوقف مسيرته العسكرية لعدة سنوات.
ورغم نجاحات أرنولد، فقد تم تجاوزه في الترقيات من قبل الكونغرس القاري، في حين أخذ ضباط آخرون الفضل في بعض من إنجازاته. ووجه له خصومه في الأوساط العسكرية والسياسية له التهم بالفساد وغير ذلك من المخالفات، ولكن تمت تبرئته في معظم هذه المخالفات بعد تحقيقات رسمية. حقق الكونغرس في سجلاته وخلص إلى أنه كان مدينا للكونغرس (كما أنه أنفق الكثير من أمواله على الجهود الحربية)، وشعر أرنولد بالإحباط والمرارة بسبب هذا، وكذلك أحس بالامتعاض من التحالف مع فرنسا وعدم قبول الكونغرس لمقترح بريطانيا عام 1778 بمنح الحكم الذاتي الكامل للمستعمرات. قرر تغيير موقفه وفتح مفاوضات سرية مع البريطانيين. وتم تعيينه في قيادة حصن ويست بوينت في يوليو 1780. وكان مخططه هو تسليم الحصن إلى البريطانيين، لكن خطته انكشفت عندما قبضت القوات الأمريكية على الرائد البريطاني جون أندريه وهو يحمل أوراق كشفت عن المؤامرة. وعلم أرنولد بأمر القبض على أندريه، ففر عبر نهر هدسون على متن الحراقة البريطانية «فولتشر»، وبالكاد تجنب قوات جورج واشنطن التي تم تنبيهها عن المؤامرة.
تم إدخال أرنولد برتبة عميد في الجيش البريطاني، ومعاش سنوي قدره 360 جنيها إسترلينيا، ومبلغ إجمالي يزيد عن 6,000 جنيه إسترليني. قاد أرنولد القوات البريطانية على الغارات في فرجينيا وضد نيو لندن وغروتون في كونيتيكت قبل انتهاء الحرب بانتصار الأمريكيين في يوركتاون. انتقل أرنولد إلى لندن في شتاء عام 1782 مع زوجته الثانية مارغريت شيبن. ولقي استقبالا حسنا من قبل الملك جورج الثالث وحزب توريز، ولكنه لقي الامتعاض من حزب الأحرار البريطاني. عاد أرنولد إلى التجارة في عام 1787 مع أبنائه ريتشارد وهنري وانتقل إلى سانت جون في نيو برونزويك. وعاد إلى لندن ليستقر بشكل دائم في عام 1791، حيث توفي بعد عشر سنوات.
سرعان ما أصبح اسم «بينديكت أرنولد» يشير في الولايات المتحدة للخيانة لأنه خان مواطنيه بأن قاد الجيش البريطاني في المعركة ضد الرجال الذين كان يقودهم ذات مرة. وتم تذكر إرثه السابق في نصب تذكاري بسيط أقيم على شرفه.

## بدايات حياته
ولد أرنولد في نورويتش، كونيكتيكت، في 14 يناير 1741. وكان ابن حفيد بينيدكت أرنولد (1615-1678)، الذي كان الحاكم الاستعماري لمستعمرة رود آيلاند لثلاثة فترات بين أعوام 1663 و1678؛ وكان الرابع في نسله المباشر ممن حملوا الاسم، وكان من نسل وليام أرنولد الذي ولد في ليمينغتون في وارويكشير عام 1587 وأتى إلى بروفيدنس عام 1636. وكان أرنولد ابن بينيديكت أرنولد الثالث وهانا واترمان، وكان أحد ستة أبناء لم يعش منهم إلا بينيديكت وأخته هانا. تلقى تعليما جيدا لكنه لم يكن مولعا بالدراسة، وأظهر شيئا من التمرد والذي ظهر طوال مسيرته. في سن الخامسة عشرة هرب من البيت ولعب دورا في الحرب ضد الفرنسيين، لكنه لم يكن ينضبط تحت الأوامر، ففر بعد فترة قصيرة ورجع إلى البيت. في عام 1762 استقر في نيوهافن، حيث أصبح مالك متجر للأدوية والكتب؛ وبعد ذلك عمل بنجاح في التجارة مع جزر الهند الغربية. وفي 22 فبراير 1767 تزوج مارغريت ابنة صامويل مانسفيلد، وأنجب منها ثلاثة أطفال هم بينيديكت وريتشارد وهنري، وتوفيت يوم 19 يونيو 1775.

## حرب الاستقلال
قاد أرنولد المقاومة الشعبية المحلية بعد معركة ليكسنغتن، حيث كان نقيبا على حرس الحاكم وقتها، وانطلق مع عدة متطوعين إضافيين نحو كامبردج، وفي 29 أبريل 1775 اقترح على لجنة الأمان في ماساتشوستس أن ينفذ حملة ضد كراون بوينت وتيكوندروجا. بعد تأخير لمدة أربعة أيام تم قبول العرض، وتم تعيينه كعقيد في ميليشيا ماساتوشوستس وأمر بالتوجه إلى الجزء الغربي لماساتشوستس وفي المستعمرات المجاورة، ليقوم بتسجيل المتطوعين المطلوبين للقيام بالحملة. لكن حل محله إيثان ألين، حيث تصرف نيابة عن بعض أعضاء جمعية كونيكتيكت. وعمل أرنولد كمتطوع تحت قيادة ألين، وأجل مساعيه للمطالبة بالقيادة؛ أن تم ضم ميليشيا ماساتشوستس إلى كونيكتيكت بعدها بوقت قصير، وانزعج أرنولد بعد إرسال لجنة للتحقيق في تصرفاته، فاستقال وعاد إلى كامبردج. ثم طلب منه التعاون مع الجنرال ريتشارد مونتغومري في غزو كندا، وكان أحد أول من قدم هذا الاقتراح إلى الكونغرس القاري، حيث أوصى بعبر أنهار كينيبيك وشوديير. انطلق مع 1100 رجل من كامبردج في 17 سبتمبر 1775، ووصل إلى غاردينر، مين، وتقدم عبر غابات مين وتكبد عديد المشاق، واستنفذ قوته الصغيرة بعد أن مات وفر أغلب الجنود، قبل أن يصل إلى كيبيك في 13 نوفمبر. تم تحذير الحامية من قدومه، واضطر أرنولد للانتظار حتى قدوم مونتغومري من مونتريال. ونفذ الهجوم المشترك في 31 ديسمبر 1775؛ فشل الهجوم وقتل مونتغومري وأصيب أرنولد بجرح شديد في ساقه. تمت ترقية أرنولد برتبة عميد في يناير 1776، لكنه بقي في كندا حتى شهر يونيو التالي، حيث بقي بعد أبريل في قيادة الجيش في مونتريال إلى أن تولى الجنرال ووستر منه القيادة.
بعد فترة من تراجعه من كندا، تم اتهامه بسوء التصرف والتضليل، وبصورة رئيسية بعد مصادرته لبضائع من تجار في مونتريال لصالح قواته؛ وتباطأ مجلس الحرب بتحري هذه التهم، وأعلن في تقرير نشر في 23 مايو 1777، وصادق عليه الكونغرس، بأن «شخصه وتصرفاته تم الطعن بها بقسوة ودون أي أساس». وبنى أرنولد أسطولا صغيرا على بحيرة شامبلين، وجابه أسطولا بريطانيا يفوقه عددا قرب جزيرة فالكور (2 أكتوبر 1776)، وهرب سرا في جنح الظلام بعد إيقاعه الخسائر الكبيرة على العدو. لحق به الأسطول البريطاني بعد يومين، وتمكن من تأخيرهم بما يكفي لتتمكن سفنه الأخرى من الهرب، وقاتل بشجاعة مستميتة وهرب بسفينته نحو كراون بوينت. واشتبك مجددا بعد أسبوع في قتال بين الأساطيل البريطانية والأمريكية. شدت أعمال أرنولد الانتباه إليه كأحد الضباط الواعدين وكسب صداقة واشنطن. رغم هذا، عندما فقد عيّن الكونغرس خمسة جنرالات جدد في فبراير 1777، ولم يكن أرنولد بينهم رغم أنها أعطيت لضباط أقل منه رتبة، وكان وقتها برتبة عميد، ويرجع هذا جزئيا لأسباب جهوية، إذ كان لدى كونيكتيكت جنرالان وقتها. أراد أرنولد ترك الخدمة، ولم يمنعه من هذا إلا إلحاح واشنطن له بالبقاء. بعد شهرين كان أرنولد موجودا في نيو هافن، حيث حط الحاكم وليام ترايون في دانبوري مع ألفي جندي؛ وكان أرنولد قد استلم قيادة الميليشيا بعد موت الجنرال ووستر، وهاجم البريطانيين بقوة في ريدجيفيلد (27 أبريل 1777) حيث عادوا هاربين إلى سفنهم بمشقة.
تم منح أرنولد صلاحيات لواء وفاء لخدماته، ولكن دون تعيين رسمي، وكان هذا في 17 فبراير. حارب في نيو جيرسي مع واشنطن، وانضم إلى الجنرال فيليب سكايلر في القسم الشمالي، وعبر وادي موهوك في أغسطس 1777 ضد العقيد سانت ليجر، وحاصر حصن ستانويكس (أو سكايلر). ثم حل هوراشيو جيتس مكان سكايلر (19 أغسطس)، وقاد أرنولد الجناح الأيسر للأمريكيين في معركة ساراتوغا الأولى (19 سبتمبر 1777). إلا أن المعاملة السيئة التي لقيها على يد الجنرال جيتس أدت إلى خصام بينهما انتهى بإعفاء أرنولد من القيادة. لكنه أعيد لقيادة الجيش بطلب من زملائه، وأظهر براعته في معركة ساراتوغا الثانية (7 أكتوبر 1777)، وتلقى خلالها إصابة خطيرة، وأرسل إلى ألباني وبقي هناك حتى الربيع. شكره الكونغرس على خدماته، وتلقى رتبته الجديدة رسميا.
في يونيو 1778 وضعه واشنطن في قيادة فيلادلفيا التي تخلى عنها البريطانيون، حيث تنازع مع السلطات ورفض أي سيطرة خارجية. كانت أغلب العائلات المسيطرة في فيلاديلفيا هي من الموالية للتاج، كان أرنولد من الأفراد البارزين في فيلادلفيا؛ حيث عاش حياة الترف والبذخ، وفي أبريل 1779 تزوج زوجته الثانية، وهي مارجريت شيبن (1760-1804)، ابنة إدوارد شيبن (1729-1806) وهو من أنصار التاج المعتدلين، والذي تعاون لاحقا مع الحكومة الجديدة وأصبح رئيس محكمة الولاية بين عامي 1799-1805. في فبراير 1779 قدم المجلس التنفيذي لبنسلفانيا، برئاسة جوزف ريد، إلى الكونغرس ثمان تهم بسوء التصرف ضد أرنولد. طلب أرنولد إجراء تحقيق على الفور، وفي مارس قدمت لجنة الكونغرس تقريرا برأته فيه من التهم؛ لكن ريد حصل على قرار إعادة نظر يعد تقديمه وعودا بجلب المزيد من الأدلة، وفي أبريل 1779 أبطل الكونغرس أربعة تهم، أحال الأربعة الأخرى إلى المحكمة العسكرية. لم تعقد المحاكمة حتى ديسمبر رغم أن أرنولد طالب بمحاكمة سريعة. ويحتمل أنه في هذه الفترة بدأ أرنولد بمراسلة السير هنري كلينتون بالسر بنية الانضمام للخدمة البريطانية. قررت المحكمة، في 26 يناير 1780، تبرئة أرنولد من التهم، وذلك قبل أن يتكفل بالدفاع عن قضيته، لكن واشنطن اتخذ ضده إجراء تأديبيا خفيفا عن مخالفتين صغيرتين، وذلك على ما يبدو احتراما لسلطات ولاية بنسلفانيا، الأمر الذي أغضب أرنولد، والذي كان يتوقع براءة كاملة.

## الخيانة
أراد أرنولد أن يضع نهر هدسون تحت السيطرة البريطانية، وذلك لإضعاف موقف الثورة وفتح الباب للمفاوضات لعودة أمريكا للتاج البريطاني، وبالمقابل سيرفعون قيود البرلمان عنها، وهي الشروط التي قدمها فريديريك نورث عام 1778 (التي عرفت باسم تسوية كارلايل). وضع أرنولد خطة لتسليم مركز مهم للبريطانيين. سعى لهذا بأن يتولى قيادة منطقة ويست بوينت، التي كانت مفتاح وادي نهر هدسون. وهناك تقابل مع الرائد جون أندريه، مساعد الجنرال كلينتون، قرب ستوني بوينت في ليلة 21 سبتمبر. عاد أندري برا بعد يومين، وتم القبض عليه ومعه الأوراق التي وثقت عملية الخيانة، علم أرنولد باعتقال أندري وهرب نحو الخطوط البريطانية. تم تفويض أرنولد برتبة عميد في الجيش البريطاني، وتلقى مبلغ 6,315 جنيه استرليني تعويضا عن خسارة أملاكه، ووضع في قيادة حملة إلى فرجينيا حيث قامت القوات البريطانية بإحراق ريتشموند وهاجمت مدينة نيو لندن في سبتمبر 1781، في محاولة لإلهاء واشنطن عن تقدمه جنوبا نحو الجنرال كورنواليس.

## الحياة بعد الحرب
في ديسمبر 1781 انتقل إلى لندن وكان مستشارا في الشؤون الأمريكية من قبل الملك والوزارة، لكن لم يحصل على أي وظائف حكومية أخرى. خاب أمله بسبب فشل خططه وشعوره بالمرارة بسبب الإهمال والازدراء الذي لاقاه في إنجلترا، وأمضى السنوات 1787-1791 في سانت جون عاصمة محافظة نيو برونسويك، ودخل مجال التجارة في جزر الهند الغربية، وعاد إلى لندن عام 1791، وبعد أن اندلعت الحرب بين بريطانيا العظمى وفرنسا، قام بتجهيز السفن المسلحة. وغرق بعدها في الاكتئاب، وأصيب بمرض عصبي، ومات في لندن في 14 يونيو 1801 عن ستين عاما.

## عائلته
أنجب أرنولد ثلاثة أبناء من زوجته الأولى: بينيدكت وريتشارد وهنري، وأربعة أبناء من زوجته الثانية: إدوارد شيبن، جيمس روبرتسون، جورج، وليام فيتش؛ خمسة منهم، وكذلك أحد أحفاده، خدموا في الجيش البريطاني. بينيدكت (1768-1795) كان ضابط مدفعية وأصيب بجرح قاتل في جزر الهند الغربية. إدوارد شيبن (1780-1813) أصبح ملازما في خيالة البنغال السادسة ولاحقا أصبح مدير الرواتب في موترا في الهند. جيمس روبرتسون (1781-1854) دخل هيئة مهندسي الجيش في عام 1798، وحارب في الحروب النابليونية، وفي مصر وجزر الهند الغربية، وترقى لرتبة فريق، كان ضابط مرافق للملك وليام الرابع، وتلقى وسام غيلف الهانوفري ووسام فرسان الهلال. جورج (1787-1828) كان مقدما في خيالة البنغال الثانية زمن موته. وليام فيتش (1794-1828) أصبح قائد فيلق الرماحين الملكيين التاسع عشر؛ ابنه وليام ترايل (1826-1855) خدم في حرب القرم كقائد الفوج الرابع وقتل خلال حصار سيفاستوبول.

## قراءات أخرى
- جاريد سباركس – حياة وخيانة بينديكت أرنولد Life and Treason of Benedict Arnold (بوسطن، 1835) ضمن سلسلته “مكتبة السير الأمريكية” وإن اعتبر متحيزا وغير منصف.
- إسحاق نيوتن أرنولد – حياة بينديكت أرنولد Life of Benedict Arnold (شيكاغو، 1880) لم يقدم الكتاب أي اعتذار أو دفاع لخيانة أرنولد، وإن ركز على الأحداث التي دفعت به للخيانة.
- تشارلز بور تود – بينديكت أرنولد الحقيقي The Real Benedict Arnold (نيويورك، 1903) وحاول الكتاب أن يحمل مسؤولية خيانته على زوجته.
- فرانسوا دي بارب ماربوا – مؤامرة أرنولد والسير كلينتون ضد الولايات المتحدة Complot d'Arnold et de Sir H. Clinton contre les Etats-Unis (باريس، 1816) وهو يحتوي على العديد من الوقائع إلا أنه يفتقر للدقة.
- جاستين هارفي سميث – تقدم أرنولد من كامبريدج إلى كيبيك Arnold's March from Cambridge to Quebec (نيويورك، 1903) ويتضمن مذكرات أرنولد حول الحملة.
- جون كودمان – حملة أرنولد على كيبيك Arnold's Expedition to Quebec (نيويورك، 1901)
- طبعت مذكرات أرنولد في حملته إلى كندا من قبل جمعية مين التاريخية عام 1831.

## روابط خارجية
- بينيديكت أرنولد على موقع الموسوعة البريطانية (الإنجليزية)
- بينيديكت أرنولد على موقع إن إن دي بي (الإنجليزية)